# Jarálambos Jalkiadakis
Jarálambos Jalkiadakis –en griego, Χαράλαμπος Χαλκιαδάκης– (Heraclión, 6 de junio de 1997) es un deportista griego que compite en tiro, en la modalidad de tiro al plato. Ganó una medalla de oro en el Campeonato Europeo de Tiro al Plato de 2023, en la prueba de skeet.

## Palmarés internacional
| Campeonato Europeo | Campeonato Europeo | Campeonato Europeo | Campeonato Europeo |
| Año                | Lugar              | Medalla            | Prueba             |
| ------------------ | ------------------ | ------------------ | ------------------ |
| 2023               | Osijek (Croacia)   | Medalla de oro     | Skeet              |